# Cadia purpurea
Cadia purpurea är en ärtväxtart som först beskrevs av G.Piccioli, och fick sitt nu gällande namn av William Aiton. Cadia purpurea ingår i släktet Cadia och familjen ärtväxter. Inga underarter finns listade i Catalogue of Life.